# Sri Ananda Acharya

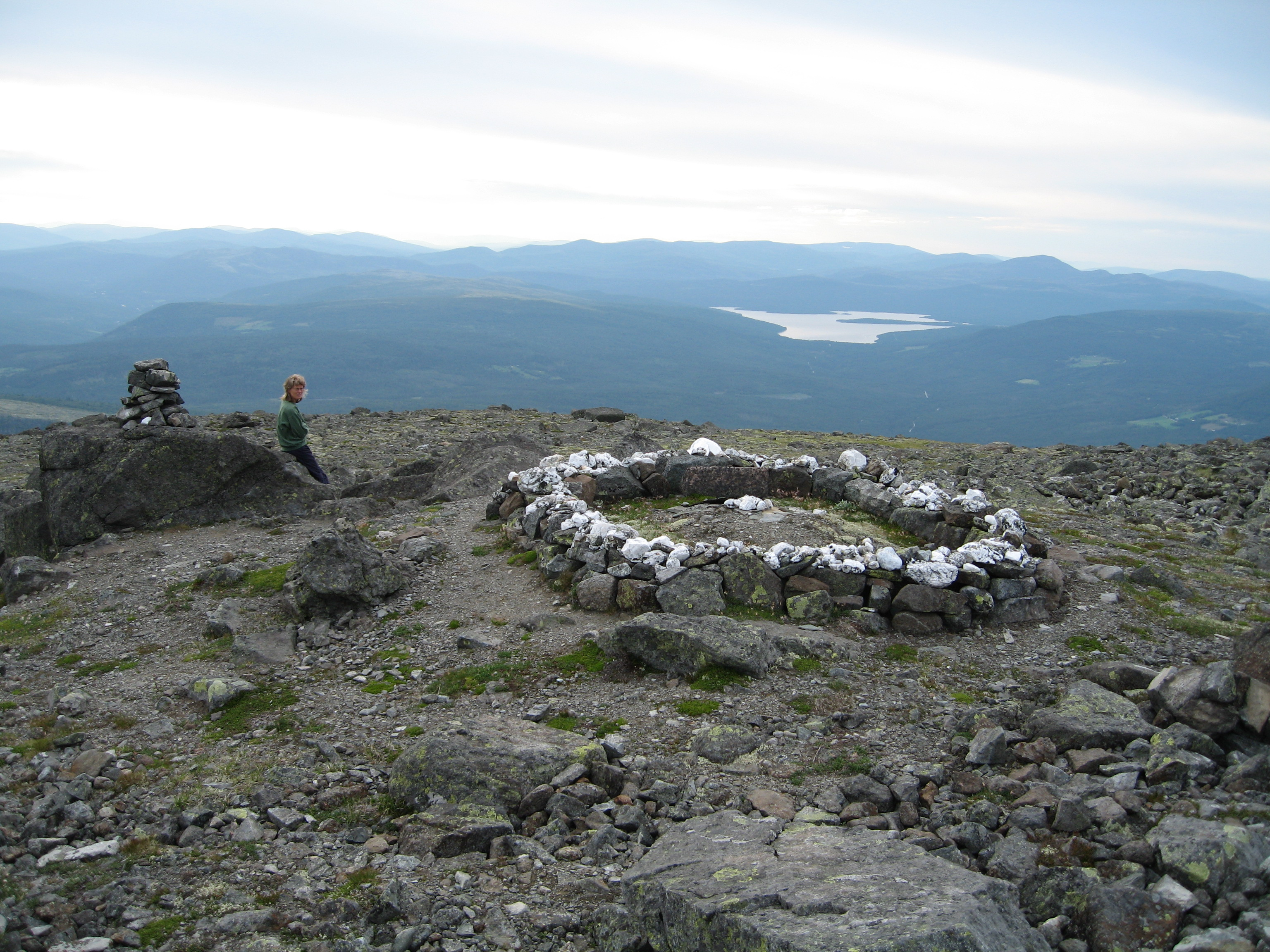
Sri Ananda Acharyas grav på Tronfjället.

Sri Ananda Acharya, född 1881 i Calcutta, Indien under namnet Surendranath Baral eller Surenda Nath Baral, död 8 maj 1945 vid fjället Tron nära Alvdal i Österdalen, Norge, var en hinduistisk filosof och författare som företrädde de hinduiska filosofin vedanta.

## Biografi
Sri Ananda Acharya föddes i Calcutta 1881 och avlade en masterexamen i filosofi 1908 för att 1911 bli lärare vid ett college i Burwan nordväst om Calcutta. Året därpå flyttade han till London där han skrev egna verk, undervisade och översatte indisk litteratur under tre års tid. 1914 flyttade han till Norge i protest mot de nationalistiska strömningarna som växt sig starkare på grund av krigsutbrottet. I Norden kom han att föreläsa i Köpenhamn, Oslo, Stockholm och Uppsala. I februari och mars 1916 höll han en serie på fem föreläsningar vid Stockholms högskola under temat the meaning and scope of hindu philosophy. Föreläsningsserien publicerades 1918 på svenska under titeln Prolegomena till Arya Metafysik. En av åhörarna till minst en av föreläsningarna var författaren Dan Andersson. 1917 köpte Acharya en fäbod på en av sluttningarna av Tronfjället nära Alvdal i Österdalen där han levde fram till sin död den 8 maj 1945, tillsammans med de två brittiska kvinnorna Amy L. Edwards och Ellen Margareth Jewson. Under sina år i Norge gav han ut en mängd böcker i vitt skilda ämnen som indisk kokkonst, djurskötsel, diktsamlingar, dramer och översättningar av indisk litteratur, bland annat Bhagavadgita och Ramayana där den senare var ett samarbete med författaren Arne Garborg.

## Filosofi
Sri Ananda Acharya företrädde vedanta vilket är en av sex skolor inom den klassiska hinduiska filosofin. Inom Vedanta är begreppen atman (individen), brahman (världen) och moksha (befrielsen som uppnås genom kunskap om enheten mellan atman och brahman) centrala. Acharya förkunnade en variant av vedanta som han beskrev som en universell vishetslära med målet att förena alla människor oavsett religionstillhörighet. Han menade bland annat att okunskap är orsaken till alla världsliga olyckor och att vänliga ord och handlingar följer själen och är en förutsättning för dess utveckling. Sjukdomar och sorger är istället resultatet av förluster, dåligt samvete, ångest eller brist på frihet och att alla problem och motgångar är resultatet av tidigare missgärningar, i detta livet eller i tidigare.

## Mt.Tron University of Peace Foundation
Sri Ananda Acharyas tankar är utgångspunkten för Mt.Tron University of Peace Foundation. Organisationen, som etablerades 1993, har som mål att realisera tanken om ett fredsuniversitet på Flattron.